# Acar requiescens
Acar requiescens is een tweekleppigensoort uit de familie van de Arcidae. De wetenschappelijke naam van de soort is voor het eerst geldig gepubliceerd in 1907 door Melvill & Standen.